# 空明拳
空明拳是金庸小說《射鵰英雄傳》、《神鵰俠侶》、《倚天屠龍記》中出現的武功。為金庸武俠小說中最絕頂的武功之一，亦是降龍十八掌的剋星，雖威力不及降龍十八掌，但以陰柔為主，而陰柔是剛猛的剋星(降龍十八掌是以剛猛為主)，加上降龍十八掌需花費極大力氣，時間一久必定會元氣大傷，而空明拳則無此問題，某程度上比降龍十八掌更勝一籌，所以尤在降龍十八掌之上。
空明拳是周伯通被黃藥師困於桃花島時，在所住山洞裡自創的武功。此武功為周伯通被困於島上，極其無聊，故只能用左手與右手互博，而練成的武功，其講求一心二用。
空明拳總共有十六字訣：空朦洞鬆、風通容夢、沖窮中弄、童庸弓蟲。空明拳共有七十二路，第一路空碗盛飯、第二路空屋住人、深藏若虛（《神鵰俠侶三六回－獻禮祝壽，耶律齊對上何師我》）、五十四路妙手空空（《倚天屠龍記第一回－天涯思君不可忘，郭襄對上無色》），均為道家的基本概念化成。他在山洞裡和郭靖結拜為義兄弟後，將空明拳傳授給郭靖，之後亦傳給耶律齊。